# Zakonodavstvo
Zakonodavstvo je ukupnost zakona u pojedinoj državi; državna funkcija donošenja zakona (legislativa). U pojedinim pravnim sustavima, npr. u Francuskoj, ustavom se definira u kojim se područjima donose zakoni, a u kojima uredbe, no u većini država zakonodavno tijelo može donijeti zakon iz bilo kojega područja. Ustavom RH određeno je da se organski zakoni, kojima se uređuju prava nacionalnih manjina, donose dvotrećinskom većinom glasova svih zastupnika. Zakoni o ljudskim slobodama i pravima, izbornom sustavu, ustrojstvu, djelokrugu i načinu rada državnih tijela, te ustrojstvu i djelokrugu lokalne i područne (regionalne) samouprave, donose se većinom glasova svih zastupnika. Ostale zakone Hrvatski sabor donosi običnom većinom.
Legislativa (prema franc. [assemblée] legislative: zakonodavna [skupština]), zakonodavna vlast. Legislativa (lat. preko franc.) je zakonodavna vlast, glavna grana vlasti u trodiobi državne vlasti (uz upravnu i sudbenu vlast); donošenje zakona, najviših općih propisa poslije ustava. Zakone donosi predstavničko tijelo, parlament ili narodna skupština. U demokratskim društvima zakonodavnu vlast čine izabrani predstavnici naroda, tj. građana, na temelju općeg prava glasa. U Hrvatskoj zakonodavnu vlast obnaša Sabor RH. Legislatura, legislativno (zakonodavno) razdoblje, vrijeme je na koje je izabran sastav predstavničkog tijela.